# 10387 Bepicolombo
10387 Bepicolombo è un asteroide della fascia principale. Scoperto nel 1996, presenta un'orbita caratterizzata da un semiasse maggiore pari a 2,6828919 au e da un'eccentricità di 0,1642065, inclinata di 12,66620° rispetto all'eclittica.
È intitolato al matematico italiano Giuseppe Colombo detto Bepi (1920-1984).